# Рокфорд
Вижте пояснителната страница за други значения на Рокфорд.
Рокфорд (на английски: Rockford) е град в централната част на Съединените американски щати, административен център на окръг Уинебаго в щата Илинойс. С население е около 153 000 души (2010) е третият по големина град в щата след Чикаго и Аурора.
Разположен е на 218 метра надморска височина в Средния Царевичен пояс, на бреговете на река Рок Ривър и на 125 километра северозападно от центъра на Чикаго. Селището е основано през 1834 година и се развива като промишлен град, като през първата половина на XX век става вторият по значение център на мебелната промишленост в страната.

## Известни личности
Родени в Рокфорд
- Джоди Бенсън (р. 1961), актриса
- Гордън Тълок (1922 – 2014), икономист
- Мишел Уилямс (р. 1980), певица
- Стив Черундоло (р. 1979), футболист